# پی‌یر دسمایزو
پی‌یر دسمایزو (حدود ۱۶۶۶ یا ۱۶۷۳) – ژوئن ۱۷۴۵)، نویسنده فرانسوی هوگنو تبعید شده در لندن بود که بیشتر به عنوان مترجم و زندگی‌نامه نویس پیر بل شناخته می‌شود.
او در اوورن فرانسه به دنیا آمد. پدرش که وزیر کلیسای اصلاح‌شده بود، با لغو فرمان نانت مجبور به ترک فرانسه شد و به ژنو پناه برد، جایی که پیر در آنجا تحصیل کرد. پیر بیل به او معرفی کرد آنتونی اشلی کوپر، سومین ارل شفتسبری، که با او در سال ۱۶۸۹ به انگلستان رفت و در آنجا به کار ادبی پرداخت. او در ارتباط نزدیک با پناهندگان مذهبی در انگلستان و هلند باقی ماند و از طریق درگیر شدن با مرکز اطلاعات هوگنوت مستقر در قهوه‌خانه ماسونی رنگین کمان پیوسته با علما و نویسندگان برجسته قاره‌ای مکاتبه داشت. در سال ۱۷۲۰ او به عنوان عضو انجمن سلطنتی انتخاب شد.
او همکار آنتونی کالینز بود و نوشته‌های جان لاک (۱۷۲۰) را ویرایش کرد. او مترجم و زندگینامه‌نویس پیر بل و یکی از شخصیت‌های کلیدی در جمهوری ادبیات قرن هجدهم و دیاسپورای هوگنوت لندن بود. وی همچنین آثار شارل دو سنت اورمون را به انگلیسی از فرانسوی ترجمه کرد که در سال ۱۷۱۴ در زمان تبعید وی در انگلیس منتشر شد. این کتاب همچنین زندگی نویسنده را شرح می‌دهد. این اثر به چارلز ارجمند لرد هالیفاکس تقدیم شد. او در سال ۱۷۰۰ در مورد «نظام جدید» لایبنیتس مطلبی نوشت و در سال ۱۷۲۰ ترجمه فرانسوی مکاتبات لایبنیتس-کلارک را ویرایش و پیشگفتار کرد.
از آثار او نیز می‌توان به Vie de St Evremond (1711)، Vie de Boileau-Despreaux (1712)، Vie de Bayle (1730) اشاره کرد. او همچنین در تهیه Bibliothèque raisonnée des ouvrages de l'Europe (1728-1753) و Bibliothèque britannique (1733-1747) مشارکت فعال داشت و مجموعه ای از نوشته‌های سنت اورموند (۱۷۰۶) را ویرایش کرد. بخشی از مکاتبات Des Maiseaux در موزه بریتانیا نگهداری می‌شود و نامه‌های دیگر در کتابخانه سلطنتی کپنهاگ است.
پی‌یر دسمایزو در لندن درگذشت.